# Historia de Lambayeque

## Época preincaica
En una época remota arribó a las playas de la actual caleta San José, en el Perú, una gran flota de balsas extrañas, tripuladas por un brillante cortejo de guerreros extranjeros, que tenían por jefe a un hombre de gran talento y valor llamado Naylamp, quien fundó esta civilización conocida como Sicán o Lambayeque (siglo VII - X DC aprox.) 
Sus descendientes son los forjadores de la gran Cultura Chimú, forjada en Lambayeque antes que el Imperio inca y que se desarrolló hasta lograr un notable estado paralelo a la Civilización inca y a diferencia de ésta, trasladó su capital a zonas más propicias y estratégicas estableciendo grandes centros urbanos. 
Fueron grandes agricultores y textiles, pero sobre todo maravillosos orfebres, con extraordinarios trabajos en oro.

## Época inca
La expansión en el territorio que hoy forma Lambayeque a manos de los incas duró casi cuatro décadas, habiendo intervenido para ello Pachacutec, Tupaq Yupanki y Wayna Qhapaq sucesivamente.

## Época virreinal

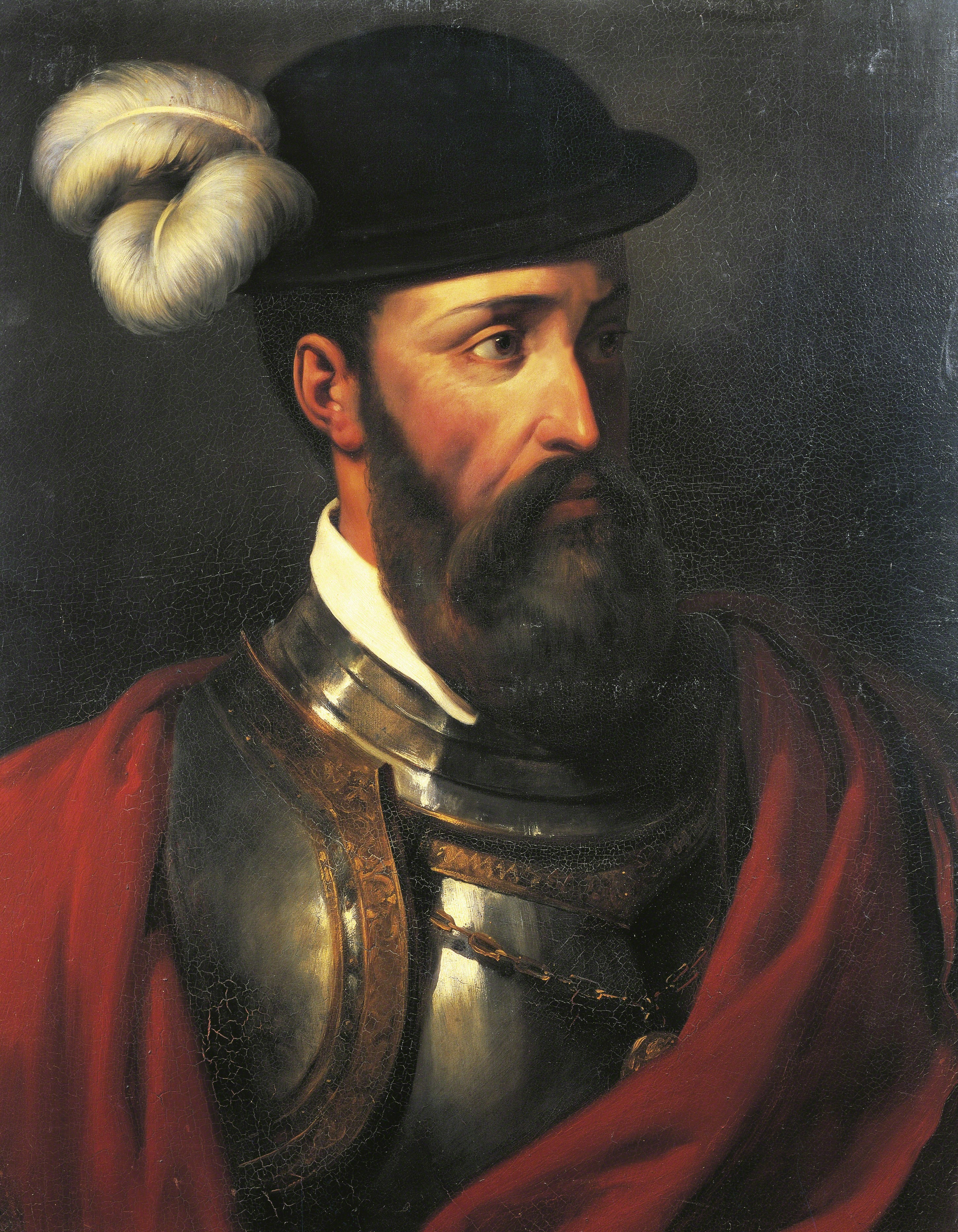
Francisco Pizarro

Cuando Francisco Pizarro pasó por el lugar, rumbo a Cajamarca a ultimar la conquista al imperio, quedó admirado al contemplar el oro expuesto en formas de vasijas y utensilios. Durante la época de la colonia se despertó la rivalidad entre los pueblos de Lambayeque y Santiago de Miraflores de Saña, por la opulencia de este último, despertando inclusive la codicia de los piratas. Un desborde en 1720 inundó Saña y terminó con una floreciente ciudad.

## Época republicana

### Independencia
En la emancipación y la independencia el pueblo lambayecano tuvo como su caudillo al patriota Juan Manuel Iturregui quien propagó las ideas libertarias y ayudó a ingresar armas para dicha causa y quien, se ofreció para enviar el mensaje de rendición fue Pascual Saco Oliveros.
Entre las numerosas cartas que San Martín envió a los aristócratas peruanos, figuran las que remitió —desde Pisco en septiembre y desde Huaura en noviembre- a los potentados lambayecanos, instando a estos terratenientes esclavistas y comerciantes a cambiar de bando.
Producido ese cambio entre noviembre y diciembre de 1820— por las razones que ya vimos, el bando independiente dirigido por la élite lambayecana tenía mayoría tanto entre las autoridades como entre las fuerzas militares de la provincia.
Los jefes eran aristócratas pero la masa de milicianos no lo era y además a los destacamentos armados patriotas se integraron también clavos y miembros de la plebe. Se menciona como uno de los jefes aristócratas a Francisco de Paula Ruiz, apodado "Diablo Grande", quien era unas de tinterillo o "papelista" en Lambayeque. El historiador lambayecano Germán Leguía y Martínez señala que se formó:
"Un núcleo numeroso y entusiasta de gente dispuesta a todo, muerte, en cuyo seno pudieron estar no pocos de los temibles brazos de las bandas de salteadores. Sus servidos (los de Diablo Grande) los de sus animosos compañeros, se distinguieron por una lealtad prueba y una extraordinaria actividad".